# Joven mendigo
Joven mendigo o Niño espulgándose es una obra de Bartolomé Esteban Murillo fechada entre 1645-1650. Se trata de un óleo sobre lienzo que mide 137 cm de alto por 115 de ancho. Se encuentra actualmente en el Museo del Louvre de París, Francia, donde se exhibe con el título de Le Jeune Mendiant. Fue adquirido en 1782 para las colecciones reales de Luis XVI.
El pintor sevillano Murillo es conocido ante todo por su pintura religiosa. Pero, como otros pintores barrocos españoles (José Ribera, Velázquez), también realizó obras realistas. Entre ellas, sobresalen sus escenas infantiles de mendigos y pilluelos Se ha apuntado la posibilidad de que esta obra fuera un encargo de mercaderes extranjeros en Sevilla, dado el gusto flamenco por las obras de género que reflejan la vida cotidiana. Igualmente, se ha indicado la posibilidad de que se pintara por influencia de los franciscanos, para quienes Murillo solía trabajar.
La primera de estas representaciones de golfillos urbanos es este Joven mendigo despiojándose. Puede ser un mendigo o un pícaro como el Lazarillo de Tormes (1554) o algunos personajes de las Ejemplares de Cervantes (1613).[cita requerida]
Por todo acompañamiento, Murillo pinta un cántaro de barro y un cesto con manzanas. En el suelo, restos de camarones u otros crustáceos. Forman un bodegón por sí mismos. Gracias a ellos, demuestra su gran capacidad para pintar diferenciadamente materiales y texturas.
La escena está iluminada con un fuerte claroscuro propio de la época barroca, de influencia caravagiana. La luz proviene de la ventana que queda a la izquierda e incide plenamente en el cuerpo sentado del chico, dejando en penumbra el resto de la estancia.
La composición, típicamente barroca, está dominada por ejes diagonales. 
En la gama cromática prevalecen los colores amarillentos y castaños, desde los más claros hasta los oscuros, casi negros.